# Anisoplaca
Anisoplaca é um gênero de traça pertencente à família Agonoxenidae.

## Espécies
- Anisoplaca achyrota
- Anisoplaca acrodactyla
- Anisoplaca bathropis
- Anisoplaca cosmia
- Anisoplaca fraxinea
- Anisoplaca ptyoptera
- Anisoplaca viatrix